# 노토그랍투스속
노토그랍투스속(Notograptus)은 오발렌타리아류 육돈바리과에 속하는 조기어류 속의 하나이다. 노토그랍투스과(Notograptidae)의 유일속으로 분류하기도 한다. 2종을 포함하고 있다.

## 하위 종
- Notograptus gregoryi Whitley, 1941
- Notograptus guttatus Günther, 1867